# Agrilus semifossus
Agrilus semifossus es una especie de insecto del género Agrilus, familia Buprestidae, orden Coleoptera.
Fue descrita científicamente por Fairmaire, 1898.